# Roberto Bettega
Roberto Bettega (Torino, 27 dicembre 1950) è un ex calciatore e dirigente sportivo italiano, di ruolo attaccante.
Da sempre alla Juventus, società nelle cui giovanili entrò agli inizi degli anni 60, con essa trascorse tredici stagioni da professionista vincendo sette campionati nazionali, una Coppa UEFA e una Coppa Italia. In nazionale fu impiegato per 42 volte tra il 1975 e il 1983, con 19 gol all'attivo, facendo parte delle rappresentative che si classificarono al quarto posto al campionato del mondo 1978 e al campionato d'Europa 1980.
Dopo il ritiro divenne opinionista televisivo e dirigente sportivo: fu, dal 1994 al 2006, vicepresidente e, tra il 2009 e il 2010, vicedirettore generale della Juventus.
Durante l'attività agonistica è stato soprannominato Bobby gol per la prolificità sotto rete, e Penna bianca per la precoce canizie che caratterizzava la sua chioma. Per volontà di Francisco Ocampo, presidente del Tacuary, a Bettega è stato intitolato, dal 2002 alla dismissione del 2015, l'Estadio Roberto Bettega di Asunción, in Paraguay.

## Caratteristiche tecniche

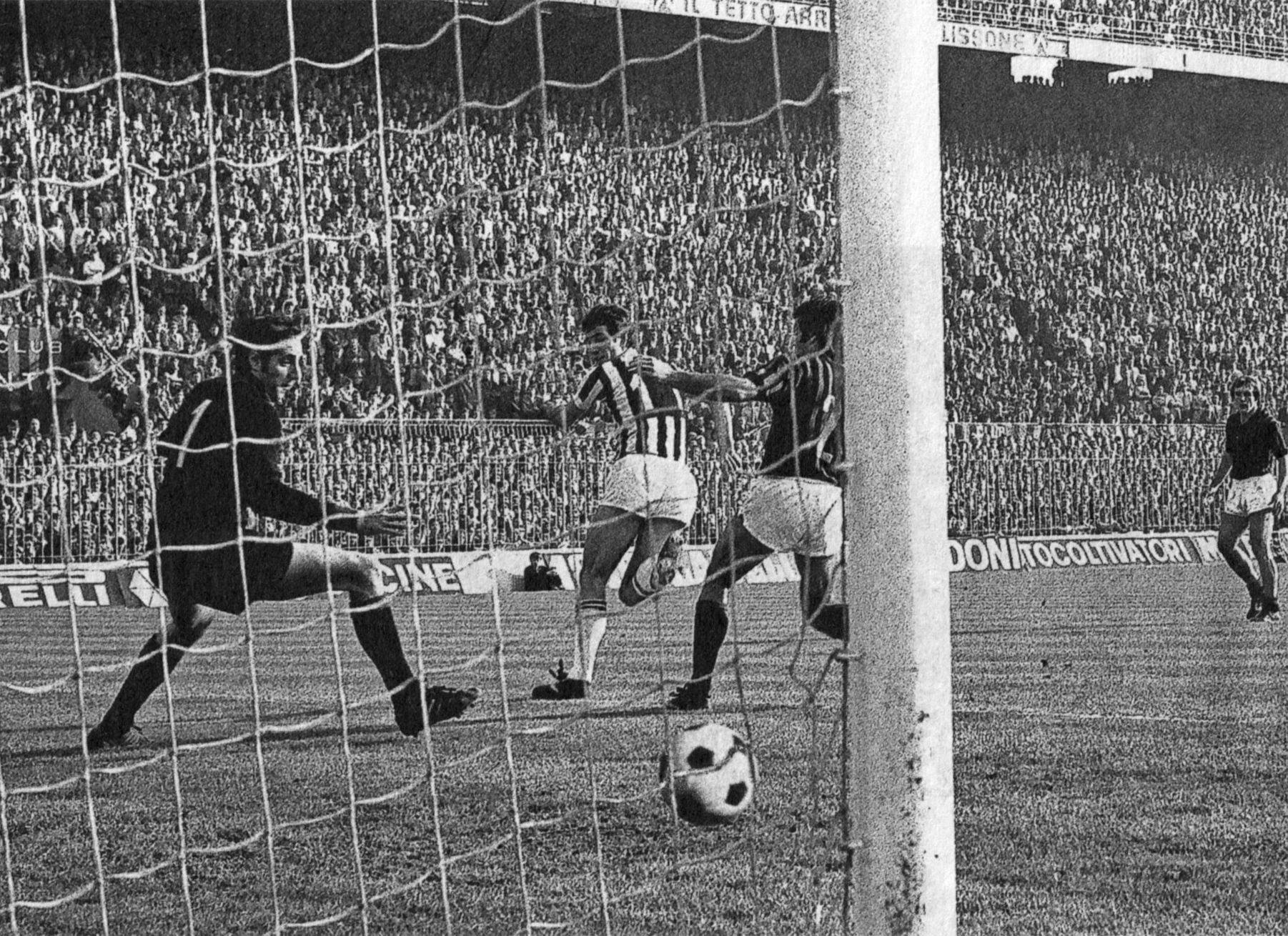
Uno dei gol più famosi di Bettega, il colpo di tacco al nella gara di San Siro dell'annata 1971-1972: «una prodezza rara per quegli anni».

Era considerato un attaccante molto moderno per la sua generazione oltreché un trascinatore della squadra, in grado sia di concludere sia di suggerire. Ambidestro dotato di fisico atletico, intuito, tecnica individuale e visione di gioco, era uno specialista nel colpo di testa: in quest'ultimo caso, rimane memorabile il suo gol in tuffo all'Inghilterra nella gara di Roma del 17 novembre 1976, che fissò il 2-0 e contribuì alla qualificazione dell'Italia al campionato del mondo 1978 a spese degli inglesi.
È stato definito uno dei più completi attaccanti italiani di sempre, grazie anche alla determinazione e alla professionalità che l'hanno contraddistinto.
Affermatosi come attaccante puro, la sua ascesa fu frenata da un principio di tubercolosi che lo colpì nella stagione 1971-1972; Giampiero Mughini scrisse di lui che fu tale malattia a impedirgli di diventare il più grande calciatore dell'era moderna. In seguito arretrò la propria posizione in campo, agendo dapprima da centravanti di manovra e a fine carriera anche da centrocampista offensivo.
Da rimarcare la sua capacità di assurgere ad alti livelli realizzativi pur senza l'apporto dei calci di rigore: rimangono appena 6 le massime punizioni tirate in carriera, tutte trasformate.

## Carriera

### Giocatore

#### Club

##### Juventus e Varese

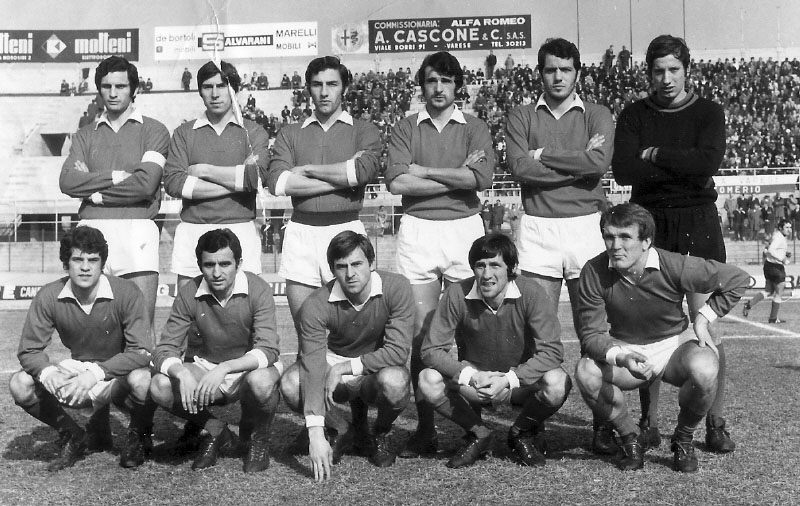
Un giovane Bettega (in piedi, secondo da destra) al debutto da professionista nel vincitore della Serie B 1969-1970.

Nato a Torino da una famiglia veneta emigrata da Villabruna, con il padre operaio alla FIAT, Bettega entrò da bambino nella Juventus compiendo tutta la trafila delle squadre giovanili. Qui crebbe sotto la guida dello storico tecnico del vivaio bianconero del tempo, Mario Pedrale, il quale lo paragonò agli esordi a John Charles.
In vista della sua prima stagione da professionista, nell'estate 1969 il club piemontese decise di mandare il promettente attaccante, anche per evitare che potesse "bruciarsi" con un precoce salto nella prima squadra juventina, in prestito in Serie B, nel Varese: venne infatti richiesto dall'allenatore dei lombardi, Nils Liedholm, dopo essere stato da questi notato durante un incontro tra le squadre giovanili dei due club.
Lanciato subito titolare, nella sua unica annata in maglia biancorossa il poco più che diciottenne Bettega emerse come la maggiore rivelazione di quel campionato cadetto, contribuendo al primo posto e annessa promozione in Serie A dei bosini, risultati a cui concorse segnando 13 gol che ne fecero, in coabitazione col compagno di squadra Ariedo Braida e col catanese Aquilino Bonfanti, il capocannoniere del torneo.

##### Ritorno alla Juventus

###### 1970-1976

Da destra: Anastasi e Bettega, coppia d'attacco della per gran parte degli anni 70, insieme ai compagni di squadra durante il ritiro di Villar Perosa dell'estate 1971.

Ritornò alla Juventus nella stagione 1970-1971, rimanendovi per tredici stagioni consecutive fino al 1983. Giocò in totale 481 partite con la maglia bianconera (326 in Serie A, 73 in Coppa Italia, 31 in Coppa dei Campioni, 8 in Coppa delle Coppe e 42 in Coppa UEFA), segnando 178 gol (129 in Serie A, 22 in Coppa Italia, 7 in Coppa dei Campioni, uno in Coppa delle Coppe e 19 in Coppa UEFA, terzo dietro ad Alessandro Del Piero e Giampiero Boniperti nella classifica dei maggiori cannonieri della storia del club.
Curiosamente, Bettega fece ritorno alla Juventus come unico giocatore torinese e cresciuto nel vivaio, proprio mentre la squadra già annoverava o stava per ingaggiare una leva di giovani originari del Mezzogiorno; tra questi anche colui che diventerà il suo partner d'attacco di riferimento, il catanese Pietro Anastasi, con cui nelle sei stagioni seguenti andrà a comporre – Anastasi da centravanti e Bettega da ala sinistra – uno dei migliori tandem offensivi che la storia bianconera ricordi.

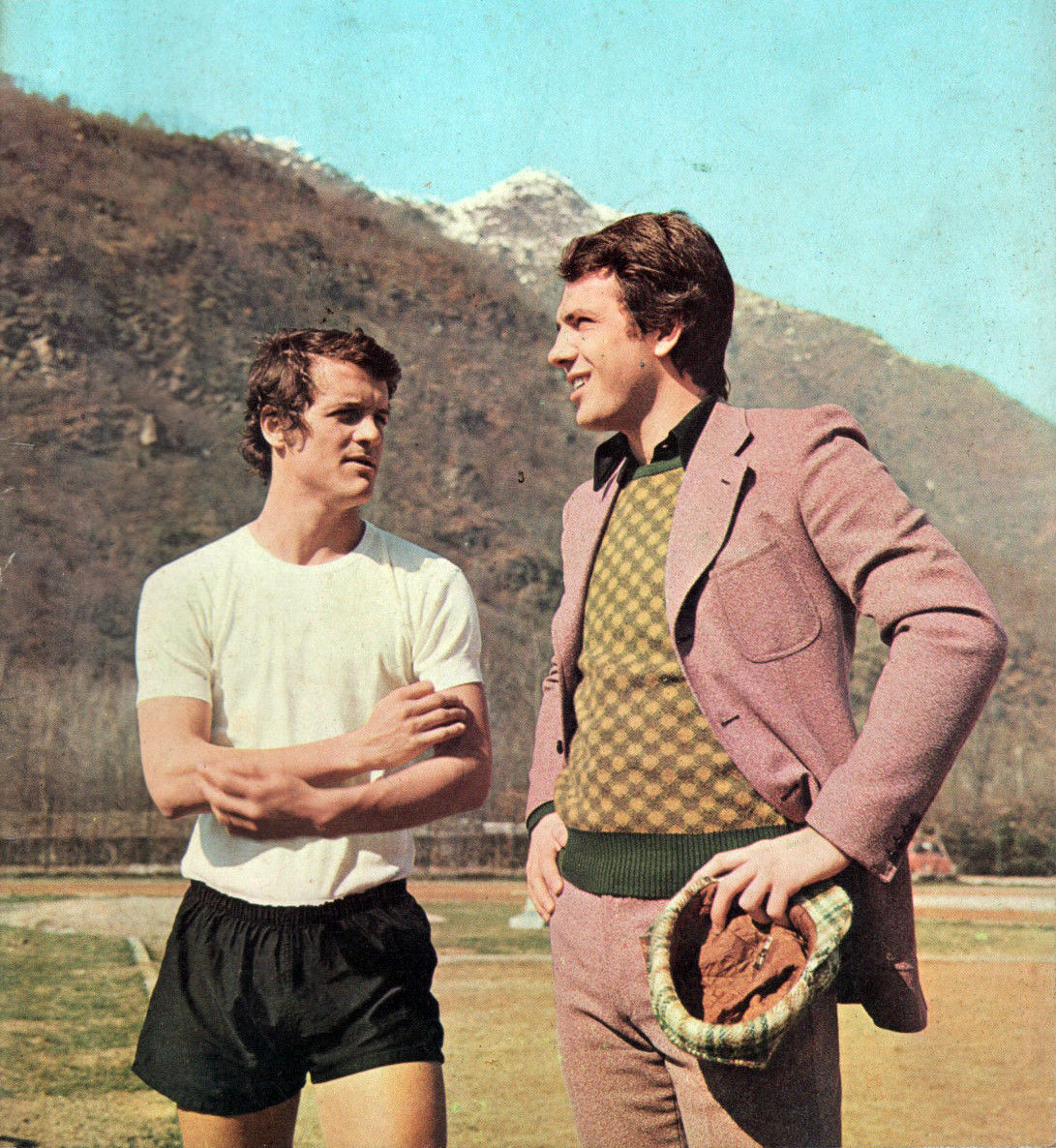
Bettega (a destra), in abiti formali, s'intrattiene con il compagno di squadra Capello nel 1972, durante lo stop forzato dettato dalle cure per la tubercolosi.

Debuttò in Serie A il 27 settembre 1970 nella trasferta di Catania, segnando il gol decisivo; nel prosieguo dell'annata il numero undici bianconero giocò 42 partite (28 in Serie A, 11 in Coppa delle Fiere e 3 in Coppa Italia) e realizzò 21 gol (rispettivamente 13, 6 e 2). Per la seconda volta, la Juventus raggiunse la finale in una competizione continentale, venendo sconfitta dagli inglesi del Leeds Utd nell'ultima edizione della Coppa delle Fiere: dopo il 2-2 casalingo, nel quale Bettega segnò la rete dell'1-0, la gara di ritorno si concluse 1-1 sicché il trofeo fu vinto dagli inglesi per la regola dei gol fuori casa.
Ebbe un ottimo avvio nel campionato 1971-1972, in cui spiccò la doppietta contro il Milan alla quarta giornata, segnando prima di testa e poi, su assist di Anastasi, con un pregevole colpo di tacco – un gesto tecnico all'epoca ancora raro a vedersi – rimasto negli annali. Tuttavia dopo 10 reti in 14 partite, l'ultima il 16 gennaio 1972 contro la Fiorentina, fu costretto a un lungo stop per un principio di tubercolosi: il disturbo lo affliggeva da inizio carriera, costringendolo a respirare con fatica e limitandone il rendimento. Rientrò in squadra solamente all'inizio del campionato successivo, aiutando la Juventus a vincere il secondo scudetto consecutivo e contribuendo al percorso che portò i bianconeri alla loro prima finale di Coppa dei Campioni, persa il 30 maggio 1973 contro l'Ajax.

Bettega in azione nel campionato 1975-1976, mentre trova la rete sul terreno della.

Malgrado che nei due anni successivi avesse segnato con minore frequenza, fu fatto esordire in nazionale dal CT Fulvio Bernardini nel giugno 1975, giocando l'intera gara esterna vinta contro la Finlandia. Superò di nuovo la soglia dei dieci gol nella stagione 1975-1976, annata in cui la Juventus perse lo scudetto a vantaggio dei concittadini e rivali del Torino, dopo aver dilapidato un vantaggio di 5 punti alla 21ª giornata. Contemporaneamente, in nazionale dovette accontentarsi di alcuni spezzoni di partita nella nuova gestione tecnica affidata al tandem Bernardini-Bearzot.

###### 1976-1981
Nell'estate 1976, con l'arrivo dell'emergente Giovanni Trapattoni sulla panchina bianconera, cominciò un ciclo vincente destinato a durare un decennio. La Juventus vinse lo scudetto per una lunghezza sui campioni uscenti del Torino, totalizzando il punteggio record di 51 punti sui 60 disponibili (la Fiorentina, terza, giunse a 16 lunghezze di distacco); Bettega – che nel frattempo, stante la cessione di Anastasi, si ritrovò con Roberto Boninsegna quale nuovo partner d'attacco – non saltò alcuna partita e mise a segno 17 gol, aggiungendone altri 5 nella Coppa UEFA vinta nella stessa stagione. Fu il primo trofeo internazionale conquistato dalla squadra, che ebbe la meglio nella doppia finale sui baschi dell'Athletic Bilbao: nel ritorno perso 2-1 in Spagna, nell'arena infuocata del San Mamés, fu proprio la decisiva marcatura di testa di Bettega, su traversone di Marco Tardelli, a consegnare alla Juventus il trofeo grazie al maggior numero di gol segnati in trasferta.

Bettega esulta dopo il suo gol-scudetto alla nell'ultima giornata del campionato 1976-1977.

La Juventus bissò il titolo italiano nell'edizione 1977-1978, precedendo stavolta, assieme al Torino, anche il sorprendente L.R. Vicenza. Fu il preludio del grande mondiale che Bettega e l'Italia disputarono in Argentina nell'estate 1978. Affermatosi anche in campo internazionale, sia nel 1977 sia nel 1978 Bettega giunse quarto nella classifica del Pallone d'oro di France Football.
Nelle due annate successive, la Juventus perse il titolo italiano prima a favore del Milan e poi dell'Inter, ma conquistò la Coppa Italia 1978-1979 sconfiggendo 2-1 ai tempi supplementari il Palermo nella finale di Napoli, durante la quale Bettega fu costretto a uscire per un infortunio alle costole.
In vista della stagione 1979-1980, con l'attacco juventino gravato dall'addio di Boninsegna e da un Pietro Paolo Virdis che ancora non riusciva a convincere l'ambiente, Trapattoni decise di affidare a Bettega la maglia numero nove, ovvero spostandolo al centro dell'area di rigore, supportato dalle ali Franco Causio e Pierino Fanna. In questo nuovo ruolo, Bettega realizzò 16 gol in un campionato che gli valse la conquista, per l'unica volta in carriera, del titolo di capocannoniere della Serie A; ciò anche aiutato dal fatto di avere derogato a una sua consuetudine, accettando di diventare, per lo spazio del finale del torneo, il rigorista della squadra. In quella stessa annata, la Juventus affrontò in semifinale di Coppa delle Coppe gli inglesi dell'Arsenal: nella gara di andata ad Highbury proprio un'autorete di Bettega fece terminare la partita 1-1 dopo il vantaggio dei bianconeri, che furono poi eliminati nel successivo incontro di Torino.

Bettega in azione nella stagione 1979-1980, in cui vince il suo unico titolo di capocannoniere della Serie A.

Nell'annata 1980-1981 vinse nuovamente lo scudetto; tuttavia parve intravedersi l'inizio di una parabola discendente per l'attaccante, avendo messo a segno soltanto 5 gol in campionato. Nella Coppa UEFA di quella stagione, le sue tre reti non consentirono alla Juventus di superare il secondo turno, eliminata dal Widzew Łódź: i polacchi si imposero all'andata in casa per 3-1 (con Bettega a rete per la Juventus), mentre al ritorno i supplementari finirono 3-1 per i bianconeri, che cedettero poi ai tiri di rigore per 5-4.

###### 1981-1983
Bettega sembrò riprendersi con l'avvio del torneo 1981-1982, in cui trovò la rete per 5 volte nelle prime sette gare. Ma il 4 novembre 1981, dopo aver già perso per 3-1 l'andata degli ottavi di finale della Coppa dei Campioni contro l'Anderlecht a Bruxelles, uno scontro con il portiere belga Jacky Munaron nel retour match di Torino gli costò un grave infortunio ai legamenti del ginocchio. La Juventus fu eliminata e l'attaccante perse in pratica l'intera stagione a causa di una convalescenza problematica; si fregiò comunque da comprimario del suo settimo e ultimo scudetto ma, nell'estate seguente, le ancora precarie condizioni fisiche lo costrinsero a declinare la chiamata in maglia azzurra per il mundial spagnolo.

Bettega svetta sulla difesa del nel campionato 1981-1982.

Con la stagione 1982-1983 cominciò a non essere più inamovibile: il centravanti titolare diventò Paolo Rossi sicché Bettega passò a vestire un inedito numero sette sulla schiena, peraltro alternandosi in campo con il giovane Domenico Marocchino. Nel corso dell'annata non fu neanche particolarmente fortunato sottorete, colpendo undici legni tra pali e traverse; comunque il 10 aprile, nel successo interno per 5-0 sull'Ascoli, ebbe la soddisfazione di realizzare il gol numero 3 000 della Juventus nella storia della Serie A a girone unico.
Nella semifinale di andata di Coppa dei Campioni contro il Widzew Łódź, l'attaccante segnò la rete del 2-0; la squadra torinese perse poi la coppa nella finale di Atene contro l'Amburgo, l'ultima partita di Bettega con la maglia bianconera che svestì anticipatamente a stagione ancora in corso, sul finire del maggio 1983.

##### Toronto Blizzard
Dopo aver dato l'addio alla Juventus, si trasferì nel giugno 1983 nella North American Soccer League (NASL) per militare nelle file della squadra canadese del Toronto Blizzard. Debuttò in maglia biancorossoblù il 6 dello stesso mese, in una sconfitta agli shootout contro il Vancouver Whitecaps nella regular season di campionato. Rimase a Toronto per due stagioni, raggiungendo in entrambe la finale play-off del campionato, il cosiddetto Soccer Bowl, perso dal Blizzard contro i Tulsa Roughnecks nel 1983 e il Chicago Sting nel 1984.

Bettega (in piedi, primo da sinistra) al Toronto Blizzard nel 1984

Bettega rientrò temporaneamente in Italia nell'autunno 1984, da una parte a causa di sempre più insistenti voci circa un prossimo dissesto finanziario della NASL, e dall'altra per saggiare la possibilità di un temporaneo ritorno in Serie A; difatti la stagione 1985 del soccer nordamericano, anche fosse andata in porto, comunque non sarebbe che ricominciata a primavera inoltrata, e nel frattempo l'attaccante era stato approcciato da varie società italiane, Udinese in primis.
Tuttavia, quando pareva ormai a un passo dall'accordarsi coi friulani, ai primi di novembre rimase vittima di un grave incidente automobilistico sull'autostrada Torino-Milano e ricoverato per alcuni giorni in rianimazione: nonostante i propositi della prima ora di tornare a giocare, l'episodio, stante anche l'avvenuto fallimento della NASL, pose fine alla sua carriera agonistica.

#### Nazionale

##### Nazionali giovanili
Bettega debuttò in maglia azzurra nel 1970, nelle file della nazionale Under-23, nella gara del 1º novembre a Varese contro i pari età dell'Austria (3-1), in cui trovò anche la rete del parziale 2-1. Pochi mesi dopo arrivò anche l'esordio nella nazionale Under-21, il 5 maggio 1971 a Trieste contro i coetanei dei Paesi Bassi (5-2).

##### Nazionale maggiore

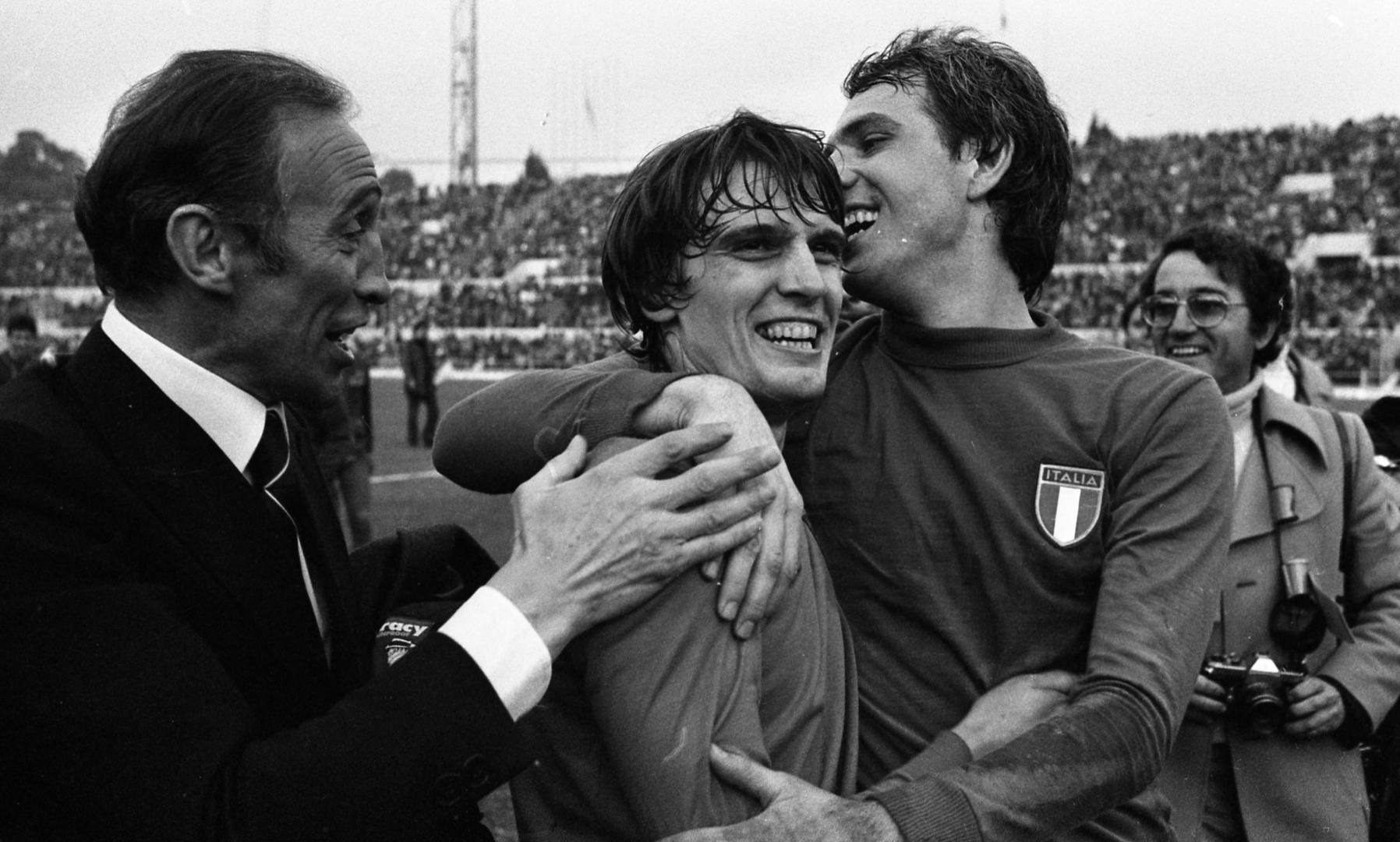
Da destra: Bettega in nazionale nel 1976, mentre festeggia con Tardelli e il commissario tecnico Bearzot la vittoria di Roma contro gli inglesi.

Convocato dal commissario tecnico Fulvio Bernardini, Bettega debuttò in nazionale maggiore il 5 giugno 1975, a 24 anni, in occasione della partita Finlandia-Italia (0-1) valida per le qualificazioni al campionato d'Europa 1976.  Realizzò i suoi primi gol in maglia azzurra esattamente un anno dopo il suo esordio, il 5 giugno 1976, segnando una doppietta nell'amichevole vinta per 4-2 contro la Romania, dopo essere subentrato a Pulici all'intervallo.
Schierato con continuità a partire dal 1976, in coppia dapprima con Francesco Graziani e successivamente con l'emergente Paolo Rossi, raccolse l'eredità di Gigi Riva al centro dell'attacco della nazionale. Fu protagonista nelle qualificazioni al campionato del mondo 1978, nelle quali segnò 9 reti in sei partite, tra le quali una quaterna – tuttora l'ultima realizzata da un calciatore con la maglia della nazionale maggiore – nel 6-1 alla Finlandia, che risultò decisiva nell'assicurare la qualificazione alla fase finale grazie alla migliore differenza reti nei confronti dell'Inghilterra. Tra il giugno del 1976 e il giugno del 1977 segnò, tra l'altro, in sei partite consecutive.

Da sinistra: un duello aereo tra l'argentino Passarella e l'italiano Bettega al ; seguono l'azione Scirea e Cuccureddu.

Raggiunse l'apice della propria carriera azzurra al mondiale in Argentina, in cui fu schierato titolare dal selezionatore Enzo Bearzot. In Sudamerica, nel corso della prima fase a gironi, segnò una rete contro l'Ungheria e colse per tre volte la traversa della porta avversaria; quindi, nella partita che costò l'unica sconfitta ai futuri campioni del mondo, fu l'autore della marcatura con cui l'Italia batté i padroni di casa di César Luis Menotti. Quell'Italia si classificò quarta, dopo la sconfitta nella finale per il terzo posto contro il Brasile: gli azzurri colpirono tre pali, l'ultimo a opera di Bettega con un colpo di testa nei minuti finali. In virtù delle ottime prestazioni fornite, fu inserito dalla FIFA nell'undici ideale di quel mondiale.
Due anni dopo prese parte al campionato d'Europa 1980 che si disputò in Italia e che vide la nazionale padrona di casa piazzarsi ancora al quarto posto. Bettega fece nuovamente parte dell'undici titolare, dopo che si era laureato capocannoniere del campionato italiano, ma non realizzò nessuna rete nelle quattro partite disputate nella manifestazione.
Nelle successive qualificazioni al campionato del mondo 1982, il 17 ottobre 1981 segnò il gol del pareggio nella trasferta di Belgrado contro la Jugoslavia (1-1). Bettega dovette tuttavia rinunciare alla rassegna iridata in Spagna, che vide il trionfo degli azzurri, a causa dei postumi del serio infortunio al ginocchio sinistro patito in Coppa dei Campioni nel novembre 1981.

Bettega (in piedi, secondo destra) in maglia azzurra nel 1980, in una gara di qualificazione al.

Dopo un biennio di mancate convocazioni, il 16 aprile 1983 disputò a Bucarest la gara valida per il girone di qualificazione al campionato d'Europa 1984, persa 1-0 contro la Romania: fu l'ultima partita in maglia azzurra per Bettega, che fu sostituito al 69' da Alessandro Altobelli. In nazionale vanta un totale di 42 presenze e 19 gol.

### Dirigente
Già al termine dell'attività agonistica si ipotizzò un futuro dirigenziale per Bettega in seno alla Juventus, tuttavia non concretizzatosi nell'immediato a causa di dissidi con l'allora presidente bianconero Giampiero Boniperti.
Fu solo all'inizio del 1994 che Umberto Agnelli, nel frattempo tornato a impegnarsi concretamente nella squadra di famiglia, lo richiamò a Torino, dapprima affiancandolo a Boniperti come amministratore delegato ma ben presto affidandogli «pieni poteri» con la nomina a vicepresidente, facendone di fatto l'erede di Boniperti alla testa della società. Insieme al direttore generale Luciano Moggi e all'amministratore delegato Antonio Giraudo, Bettega andò a formare la cosiddetta "Triade" che a cavallo degli anni 90 e 2000 diede vita a uno dei più vittoriosi cicli bianconeri; in particolare, Bettega assunse una posizione operativamente più «defilata» rispetto ai due colleghi, ricoprendo il ruolo di tramite tra la dirigenza e la squadra, e segnalandosi peraltro come uomo mercato sul calcio estero dove, tra gli altri, scoprì Zinédine Zidane.
In questa fase, nel 2004 fu inoltre eletto presidente del G-14, organizzazione formata dalle quattordici squadre calcistiche più blasonate d'Europa, succedendo a Florentino Pérez.

Bettega vicepresidente juventino nel 2001, tra il patron Gianni Agnelli (a sinistra) e il calciatore Zinédine Zidane (a destra).

Lo scoppio dello scandalo del calcio italiano del 2006 coinvolse parte della dirigenza juventina ma non Bettega, uscito indenne dall'indagine. Pur costretto a lasciare la vicepresidenza nonché il posto nel consiglio di amministrazione, onde rompere a livello d'immagine con la precedente gestione della "Triade", nella stagione 2006-2007 rimase nella società bianconera (nel frattempo declassata d'ufficio in Serie B) come consulente di mercato. Al termine dell'annata, con la squadra torinese ritornata nel frattempo in Serie A, il 22 giugno 2007 si dimise dall'incarico, dopo che la procura torinese lo aveva nel frattempo iscritto tra gli indagati di un'inchiesta inerente all'ipotesi di falso in bilancio da parte della società bianconera.
Una volta assolto con formula piena – «perché il fatto non sussiste» – dalla succitata accusa, il 23 dicembre 2009 tornò a pieno titolo nei quadri della Juventus venendo nominato vicedirettore generale con responsabilità sull'intera area sportiva, di fatto numero due della società dopo il presidente Jean-Claude Blanc. Tuttavia la sua seconda esperienza dirigenziale nel club terminò il 31 maggio 2010, dopo soli cinque mesi e senza conseguire risultati sportivi di rilievo, sostituito dal nuovo direttore generale Giuseppe Marotta nell'ambito del repulisti societario portato avanti dal neopresidente Andrea Agnelli.

### Dopo il ritiro
Al di fuori del calcio, dopo aver lasciato l'attività agonistica Bettega portò avanti alcune attività imprenditoriali, gestendo una fabbrica d'imballaggi e acquisendo un ristorante McDonald's in piazza Castello a Torino.
Sul versante televisivo fu, negli anni 80 e 90, opinionista sportivo delle reti Fininvest. Nel 1985 commentò la finale della Coppa Intercontinentale tra Juventus e Argentinos Juniors affiancando il giornalista Giuseppe Albertini; quella fu la prima volta, per le telecronache italiane delle partite di calcio, in cui il telecronista era accompagnato da un ex calciatore o ex allenatore nelle vesti di commentatore tecnico. Successivamente affiancò Nando Martellini, al debutto sulla Fininvest dopo avere lasciato la Rai. Condusse anche la trasmissione Caccia al 13 e collaborò con Tele Capodistria. Negli anni 2010 fu opinionista per Controcampo e Speciale Champions League, programmi calcistici delle reti Mediaset, e per la syndication 7 Gold.

## Statistiche

### Presenze e reti nei club
| Stagione                | Squadra                 | Campionato              | Campionato | Campionato | Coppe nazionali | Coppe nazionali | Coppe nazionali | Coppe continentali | Coppe continentali | Coppe continentali | Altre coppe | Altre coppe | Altre coppe | Totale | Totale |
| Stagione                | Squadra                 | Comp                    | Pres       | Reti       | Comp            | Pres            | Reti            | Comp               | Pres               | Reti               | Comp        | Pres        | Reti        | Pres   | Reti   |
| ----------------------- | ----------------------- | ----------------------- | ---------- | ---------- | --------------- | --------------- | --------------- | ------------------ | ------------------ | ------------------ | ----------- | ----------- | ----------- | ------ | ------ |
| 1969-1970               | Varese                  | B                       | 30         | 13         | CI              | 3               | 0               | -                  | -                  | -                  | -           | -           | -           | 33     | 13     |
| 1970-1971               | Juventus                | A                       | 28         | 13         | CI              | 3               | 2               | CdF                | 11                 | 6                  | TP          | 4           | 1           | 46     | 22     |
| 1971-1972               | Juventus                | A                       | 14         | 10         | CI              | 4               | 1               | CU                 | 5                  | 4                  | -           | -           | -           | 23     | 15     |
| 1972-1973               | Juventus                | A                       | 27         | 8          | CI              | 9               | 1               | CC                 | 7                  | 2                  | -           | -           | -           | 43     | 11     |
| 1973-1974               | Juventus                | A                       | 24         | 8          | CI              | 5               | 2               | CC                 | 2                  | 0                  | CInt        | 1           | 0           | 32     | 10     |
| 1974-1975               | Juventus                | A                       | 27         | 6          | CI              | 10              | 3               | CU                 | 10                 | 1                  | -           | -           | -           | 47     | 10     |
| 1975-1976               | Juventus                | A                       | 29         | 15         | CI              | 3               | 2               | CC                 | 4                  | 1                  | -           | -           | -           | 36     | 18     |
| 1976-1977               | Juventus                | A                       | 30         | 17         | CI              | 4               | 1               | CU                 | 12                 | 5                  | -           | -           | -           | 46     | 23     |
| 1977-1978               | Juventus                | A                       | 30         | 11         | CI              | 4               | 2               | CC                 | 7                  | 2                  | -           | -           | -           | 41     | 15     |
| 1978-1979               | Juventus                | A                       | 30         | 9          | CI              | 9               | 2               | CC                 | 2                  | 0                  | -           | -           | -           | 41     | 11     |
| 1979-1980               | Juventus                | A                       | 28         | 16         | CI              | 4               | 0               | CdC                | 8                  | 1                  | -           | -           | -           | 40     | 17     |
| 1980-1981               | Juventus                | A                       | 25         | 5          | CI              | 8               | 3               | CU                 | 4                  | 3                  | TC          | 4           | 0           | 41     | 11     |
| 1981-1982               | Juventus                | A                       | 7          | 5          | CI              | 4               | 2               | CC                 | 3                  | 1                  | -           | -           | -           | 14     | 8      |
| 1982-1983               | Juventus                | A                       | 27         | 6          | CI              | 7               | 1               | CC                 | 6                  | 1                  | -           | -           | -           | 40     | 8      |
| Totale Juventus         | Totale Juventus         | Totale Juventus         | 326        | 129        |                 | 74              | 22              |                    | 81                 | 27                 |             | 9           | 1           | 490    | 179    |
| 1983                    | Toronto Blizzard        | NASL                    | 21         | 2          | -               | -               | -               | -                  | -                  | -                  | -           | -           | -           | 21     | 2      |
| 1984                    | Toronto Blizzard        | NASL                    | 27         | 9          | -               | -               | -               | -                  | -                  | -                  | -           | -           | -           | 27     | 9      |
| Totale Toronto Blizzard | Totale Toronto Blizzard | Totale Toronto Blizzard | 48         | 11         |                 | -               | -               |                    | -                  | -                  |             | -           | -           | 48     | 11     |
| Totale carriera         | Totale carriera         | Totale carriera         | 404        | 153        |                 | 77              | 22              |                    | 81                 | 27                 |             | 9           | 1           | 571    | 203    |

### Cronologia presenze e reti in nazionale
| Cronologia completa delle presenze e delle reti in nazionale ― Italia | Cronologia completa delle presenze e delle reti in nazionale ― Italia | Cronologia completa delle presenze e delle reti in nazionale ― Italia | Cronologia completa delle presenze e delle reti in nazionale ― Italia | Cronologia completa delle presenze e delle reti in nazionale ― Italia | Cronologia completa delle presenze e delle reti in nazionale ― Italia | Cronologia completa delle presenze e delle reti in nazionale ― Italia | Cronologia completa delle presenze e delle reti in nazionale ― Italia |
| Data                                                                  | Città                                                                 | In casa                                                               | Risultato                                                             | Ospiti                                                                | Competizione                                                          | Reti                                                                  | Note                                                                  |
| --------------------------------------------------------------------- | --------------------------------------------------------------------- | --------------------------------------------------------------------- | --------------------------------------------------------------------- | --------------------------------------------------------------------- | --------------------------------------------------------------------- | --------------------------------------------------------------------- | --------------------------------------------------------------------- |
| 5-6-1975                                                              | Helsinki                                                              | Finlandia                                                             | 0 – 1                                                                 | Italia                                                                | Qual. Euro 1976                                                       | -                                                                     |                                                                       |
| 26-10-1975                                                            | Varsavia                                                              | Polonia                                                               | 0 – 0                                                                 | Italia                                                                | Qual. Euro 1976                                                       | -                                                                     | 67’                                                                   |
| 23-5-1976                                                             | Washington                                                            | Stati Uniti League XI                                                 | 0 – 4                                                                 | Italia                                                                | Torneo del Bicentenario                                               | -                                                                     | 62’                                                                   |
| 31-5-1976                                                             | New Haven                                                             | Brasile                                                               | 4 – 1                                                                 | Italia                                                                | Torneo del Bicentenario                                               | -                                                                     | 46’ 66’                                                               |
| 5-6-1976                                                              | Milano                                                                | Italia                                                                | 4 – 2                                                                 | Romania                                                               | Amichevole                                                            | 2                                                                     | 46’                                                                   |
| 25-9-1976                                                             | Roma                                                                  | Italia                                                                | 3 – 0                                                                 | Jugoslavia                                                            | Amichevole                                                            | 2                                                                     |                                                                       |
| 16-10-1976                                                            | Lussemburgo                                                           | Lussemburgo                                                           | 1 – 4                                                                 | Italia                                                                | Qual. Mondiali 1978                                                   | 2                                                                     |                                                                       |
| 17-11-1976                                                            | Roma                                                                  | Italia                                                                | 2 – 0                                                                 | Inghilterra                                                           | Qual. Mondiali 1978                                                   | 1                                                                     |                                                                       |
| 22-12-1976                                                            | Lisbona                                                               | Portogallo                                                            | 2 – 1                                                                 | Italia                                                                | Amichevole                                                            | 1                                                                     |                                                                       |
| 8-6-1977                                                              | Helsinki                                                              | Finlandia                                                             | 0 – 3                                                                 | Italia                                                                | Qual. Mondiali 1978                                                   | 1                                                                     |                                                                       |
| 8-10-1977                                                             | Berlino Ovest                                                         | Germania Ovest                                                        | 2 – 1                                                                 | Italia                                                                | Amichevole                                                            | -                                                                     |                                                                       |
| 15-10-1977                                                            | Torino                                                                | Italia                                                                | 6 – 1                                                                 | Finlandia                                                             | Qual. Mondiali 1978                                                   | 4                                                                     |                                                                       |
| 16-11-1977                                                            | Londra                                                                | Inghilterra                                                           | 2 – 0                                                                 | Italia                                                                | Qual. Mondiali 1978                                                   | -                                                                     |                                                                       |
| 3-12-1977                                                             | Roma                                                                  | Italia                                                                | 3 – 0                                                                 | Lussemburgo                                                           | Qual. Mondiali 1978                                                   | 1                                                                     |                                                                       |
| 8-2-1978                                                              | Napoli                                                                | Italia                                                                | 2 – 2                                                                 | Francia                                                               | Amichevole                                                            | -                                                                     | 53’                                                                   |
| 18-5-1978                                                             | Roma                                                                  | Italia                                                                | 0 – 0                                                                 | Jugoslavia                                                            | Amichevole                                                            | -                                                                     |                                                                       |
| 2-6-1978                                                              | Mar del Plata                                                         | Italia                                                                | 2 – 1                                                                 | Francia                                                               | Mondiali 1978 - 1º turno                                              | -                                                                     |                                                                       |
| 6-6-1978                                                              | Mar del Plata                                                         | Italia                                                                | 3 – 1                                                                 | Ungheria                                                              | Mondiali 1978 - 1º turno                                              | 1                                                                     | 83’                                                                   |
| 10-6-1978                                                             | Buenos Aires                                                          | Italia                                                                | 1 – 0                                                                 | Argentina                                                             | Mondiali 1978 - 1º turno                                              | 1                                                                     |                                                                       |
| 14-6-1978                                                             | Buenos Aires                                                          | Germania Ovest                                                        | 0 – 0                                                                 | Italia                                                                | Mondiali 1978 - 2º turno                                              | -                                                                     |                                                                       |
| 18-6-1978                                                             | Buenos Aires                                                          | Italia                                                                | 1 – 0                                                                 | Austria                                                               | Mondiali 1978 - 2º turno                                              | -                                                                     | 71’                                                                   |
| 21-6-1978                                                             | Buenos Aires                                                          | Paesi Bassi                                                           | 2 – 1                                                                 | Italia                                                                | Mondiali 1978 - 2º turno                                              | -                                                                     |                                                                       |
| 24-6-1978                                                             | Buenos Aires                                                          | Brasile                                                               | 2 – 1                                                                 | Italia                                                                | Mondiali 1978 - Finale 3º posto                                       | -                                                                     | [ 65 ]                                                                |
| 20-9-1978                                                             | Torino                                                                | Italia                                                                | 1 – 0                                                                 | Bulgaria                                                              | Amichevole                                                            | -                                                                     |                                                                       |
| 8-11-1978                                                             | Bratislava                                                            | Cecoslovacchia                                                        | 3 – 0                                                                 | Italia                                                                | Amichevole                                                            | -                                                                     | 72’                                                                   |
| 24-2-1979                                                             | Milano                                                                | Italia                                                                | 3 – 0                                                                 | Paesi Bassi                                                           | Amichevole                                                            | 1                                                                     |                                                                       |
| 26-5-1979                                                             | Roma                                                                  | Italia                                                                | 2 – 2                                                                 | Argentina                                                             | Amichevole                                                            | -                                                                     |                                                                       |
| 26-9-1979                                                             | Firenze                                                               | Italia                                                                | 1 – 0                                                                 | Svezia                                                                | Amichevole                                                            | -                                                                     |                                                                       |
| 16-2-1980                                                             | Napoli                                                                | Italia                                                                | 2 – 1                                                                 | Romania                                                               | Amichevole                                                            | -                                                                     |                                                                       |
| 19-4-1980                                                             | Torino                                                                | Italia                                                                | 2 – 2                                                                 | Polonia                                                               | Amichevole                                                            | -                                                                     |                                                                       |
| 12-6-1980                                                             | Milano                                                                | Italia                                                                | 0 – 0                                                                 | Spagna                                                                | Euro 1980 - 1º turno                                                  | -                                                                     |                                                                       |
| 15-6-1980                                                             | Torino                                                                | Italia                                                                | 1 – 0                                                                 | Inghilterra                                                           | Euro 1980 - 1º turno                                                  | -                                                                     |                                                                       |
| 18-6-1980                                                             | Roma                                                                  | Italia                                                                | 0 – 0                                                                 | Belgio                                                                | Euro 1980 - 1º turno                                                  | -                                                                     |                                                                       |
| 21-6-1980                                                             | Napoli                                                                | Cecoslovacchia                                                        | 1 – 1 dts (9 – 8 dtr)                                                 | Italia                                                                | Euro 1980 - Finale 3º posto                                           | -                                                                     | 85’                                                                   |
| 24-9-1980                                                             | Genova                                                                | Italia                                                                | 3 – 1                                                                 | Portogallo                                                            | Amichevole                                                            | -                                                                     |                                                                       |
| 11-10-1980                                                            | Lussemburgo                                                           | Lussemburgo                                                           | 0 – 2                                                                 | Italia                                                                | Qual. Mondiali 1982                                                   | 1                                                                     |                                                                       |
| 1-11-1980                                                             | Roma                                                                  | Italia                                                                | 2 – 0                                                                 | Danimarca                                                             | Qual. Mondiali 1982                                                   | -                                                                     |                                                                       |
| 15-11-1980                                                            | Torino                                                                | Italia                                                                | 2 – 0                                                                 | Jugoslavia                                                            | Qual. Mondiali 1982                                                   | -                                                                     |                                                                       |
| 25-2-1981                                                             | Roma                                                                  | Italia                                                                | 0 – 3                                                                 | Europa                                                                | Amichevole                                                            | -                                                                     | 74’                                                                   |
| 3-6-1981                                                              | Copenaghen                                                            | Danimarca                                                             | 3 – 1                                                                 | Italia                                                                | Qual. Mondiali 1982                                                   | -                                                                     | 67’                                                                   |
| 17-10-1981                                                            | Belgrado                                                              | Jugoslavia                                                            | 1 – 1                                                                 | Italia                                                                | Qual. Mondiali 1982                                                   | 1                                                                     |                                                                       |
| 16-4-1983                                                             | Bucarest                                                              | Romania                                                               | 1 – 0                                                                 | Italia                                                                | Qual. Euro 1984                                                       | -                                                                     | 69’                                                                   |
| Totale                                                                |                                                                       | Presenze (63º posto)                                                  | 42                                                                    |                                                                       | Reti (13º posto)                                                      | 19                                                                    |                                                                       |

### Record

Bettega in azione in maglia azzurra durante Italia- (6-1) del 15 ottobre 1977, gara nella quale realizzò una storica quaterna.

- Tra i pochi calciatori, insieme a Gigi Riva, Alberto Orlando, Francesco Pernigo, Omar Sívori e Carlo Biagi, ad avere segnato una quaterna con la maglia della nazionale italiana.[51]

## Palmarès

### Club

#### Competizioni nazionali
- Campionato italiano di Serie B: 1

Varese: 1969-1970
- Campionato italiano: 7

Juventus: 1971-1972, 1972-1973, 1974-1975, 1976-1977, 1977-1978, 1980-1981, 1981-1982
- Coppa Italia: 1

Juventus: 1978-1979

#### Competizioni internazionali
- Coppa UEFA: 1

Juventus: 1976-1977

### Individuale

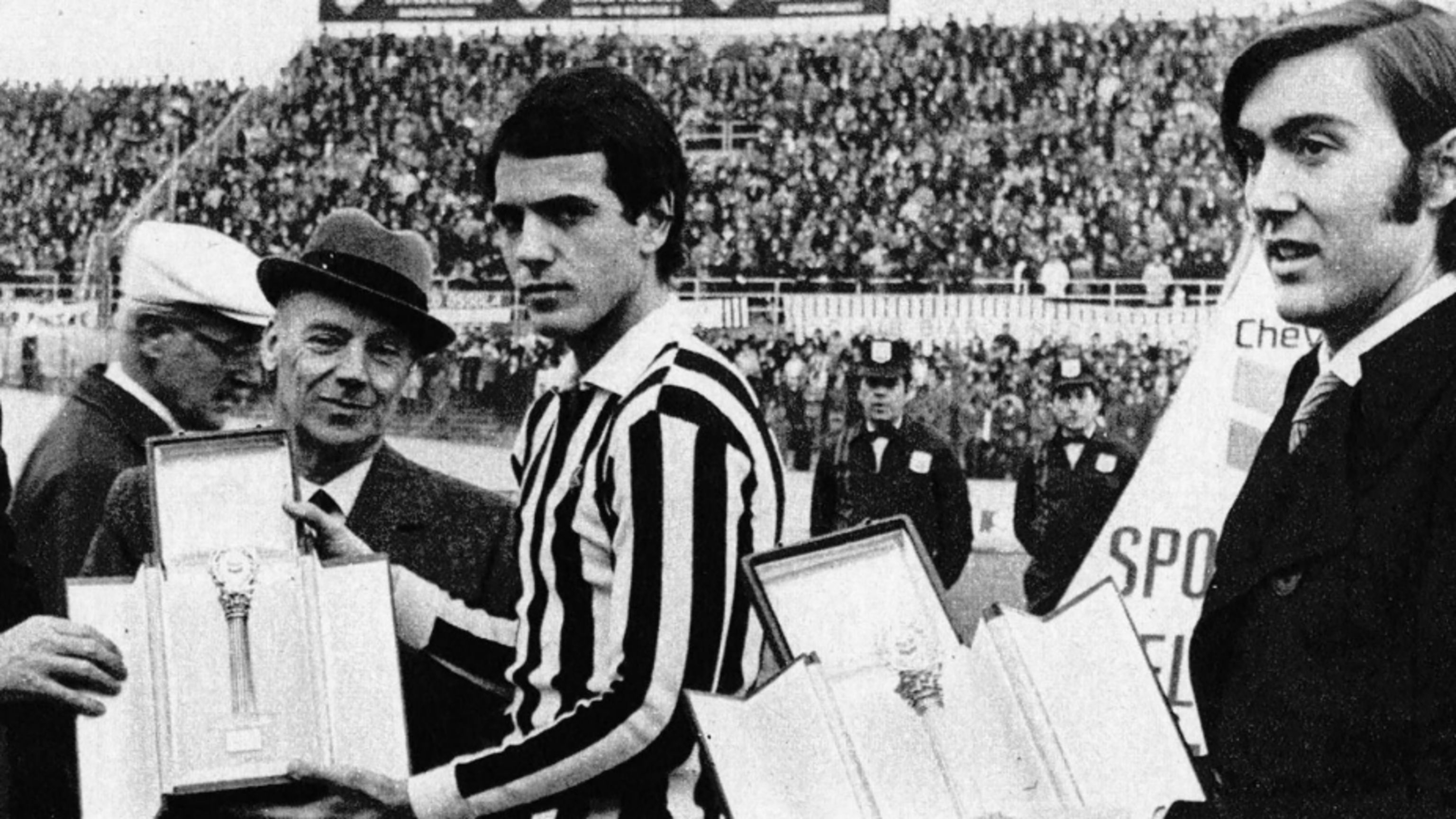
Bettega (al centro) premiato quale capocannoniere della Serie B 1969-1970

- Capocannoniere della Serie B: 1

1969-1970 (13 gol)
- All-Star Team dei Mondiali: 1[54]

Argentina 1978
- Capocannoniere della Serie A: 1

1979-1980 (16 gol)